# Club Deportivo UDEA Baloncesto
El Club Deportivo UDEA Baloncesto o más conocido como Damex Udea Algeciras por motivos de patrocinio, es un club de baloncesto de la provincia de Cádiz, con sede en la ciudad de Algeciras, con equipos de cantera y que juega actualmente en Segunda FEB tercera categoría de baloncesto español.

## Historia
La Unión Deportiva Escolar Algeciras fue creada para competir en las décadas de los 70 y 80 del siglo pasado.
La sección de baloncesto se profesionalizó hasta militar varias temporadas en la segunda categoría del deporte de la canasta nacional.
Aquella primera etapa histórica de UDEA-Baloncesto, que vivió una fase ya final bajo la denominación de CB Ciudad de Algeciras, se cerró a finales de los 90.
Tras su disolución en 1997, en 2017 se decidió refundar la entidad y pelear por una plaza en Liga EBA, gracias  a Don Lino Muñoz Beato junto con su directiva que decidieron que Javier Malla fuera el entrenador del proyecto en EBA. 

### Liga EBA
En la temporada 2017-18, el club gaditano se inscribe en la Liga EBA, en el que se mantiene durante dos temporadas, hasta el ascenso de categoría el 17 de mayo de 2019.
En la temporada 2018-19, se proclamó campeón del Grupo D-B de Liga EBA varias jornadas antes de la finalización de la liga regular, y tercero en la liga D-Clasificación, logrando así el pase para la fase de ascenso a Liga LEB Plata.En la fase final, celebrada en Algeciras consiguió el ascenso a LEB Plata, al ser de nuevo primero en su grupo.

### Liga LEB Plata
En la temporada 2019-20, el Enerdrink Udea Algeciras, debuta en Liga LEB Plata. En su primera temporada conseguiría pasar a la fase de clasificación a LEB ORO, en una temporada marcada por el COVID-19, el equipo acabaría en quinta posición.
En la temporada 2020-21, acabaría la Liga LEB Plata en una meritoria novena posición.De nuevo en las temporadas 2022-23 y 2023-24, tras quedar respectivamente quinto y séptimo en su grupo, se clasificaría para los play offs de ascenso, cayendo en los Octavos de final, en ambas temporadas.

## Instalaciones
El Damex UDEA Algeciras juega en el Pabellón Ciudad de Algeciras, situado en la calle Susana Marcos s/n, 11.204, Algeciras (Cádiz), inaugurado en 1988, con capacidad para 2.238 espectadores.

## Denominaciones
- ICOM UDEA (2017-2018)
- EnerDrink UDEA Algeciras (2018-2021)
- EnerDrink UDEA Algeciras Dam (2020-2021)
- Damex UDEA Algeciras (2021- )

## Trayectoria
| Temporada | Nivel | División    | Pos. | Postemporada              | TR    | PO  | Copa        | Copa |
| --------- | ----- | ----------- | ---- | ------------------------- | ----- | --- | ----------- | ---- |
| 2017-18   | 4     | Liga EBA    | 6.º  | –                         | 20-8  | –   | –           | –    |
| 2018-19   | 4     | Liga EBA    | 3.º  | Fase final (4.º)/ Ascenso | 22-6  | 2-1 | –           | –    |
| 2019-20   | 3     | LEB Plata   | 5.º  | –                         | 13-12 | –   | –           | –    |
| 2020-21   | 3     | LEB Plata   | 9.º  | –                         | 11-15 | –   | –           | –    |
| 2021-22   | 3     | LEB Plata   | 12.º | PO permanencia            | 9-17  | 2-0 | –           | –    |
| 2022-23   | 3     | LEB Plata   | 5.º  | Octavos final (12.º)      | 15-11 | 0-2 | –           | –    |
| 2023-24   | 3     | LEB Plata   | 7.º  | Octavos final (14.º)      | 11-15 | 1-1 | –           | –    |
| 2024-25   | 3     | Segunda FEB | 13.º | Descenso                  | 10-16 | –   | Copa España | FG   |

## Entrenadores
- 2017-2023  Javier Malla
- 2023 -2024  Javier Malla / Miki Ortega
- 2024-2025  Miki Ortega / Javier Malla[5]

## Jugadores destacados
| - Michael Crane - Julien Sargent - Sam Buxton - Michael Murray - Samuel Ortiz - José María Balmón - Austin Mofunanya - Sergio Malla - Javier Fernández - Miguel Ortega Amusco | - Rubén Perea - Jabs Newby - Andrew Kelly - David Stachovskij - Edmond Koyanouba - Christian Manoli - Erik Kalinicenko - Marcel Robinson - Moustapha Barro - El Hadji Dieng | - Ryan Ejim - Steve Kuminga - Kedar Wright - Issa Thiam - Bola Olaniyan - Yago Estévez - Ernest Maize - David McCulloch - Joe Mvuezolo - Mor Niang | - Aaron Guzmán - Steve Kuminga - Sami Al Uariachi - Bryan Polanco - Zane Najdawi - Serigne Ndiaye |